# Нурахмедов, Кямран Расим оглы
Кямран Расим оглы Нурахмедов (азерб. Kamran Rasim oğlu Nurəhmədov; род. 5 января 1967) — советский, российский и азербайджанский футболист.

## Карьера
Профессиональную карьеру начал в 1990 в кусарском «Шахдаге», где за 2 года в чемпионатах СССР провёл 40 матчей, забив 9 мячей. В 1992 году в первом чемпионате Азербайджана отыграл 22 матча. В 1993 году перебрался в Россию, где выступал вплоть до 1998 года, до 1997 года играл за махачкалинское «Динамо», сыграв в чемпионатах России 129 мячей, отличившись 70 раз. В 1998 году играл за «Локомотив-Тайм» из Минеральных Вод. В 1999 году играл за «Туран» из Товуза. Далее играл в клубе «Кимьячи» из Сумгаита. В 2001 году играл за любительские клубы «Ратмир» из Твери и в тверской «Волге», где выступал вместе с Нариманом Фархатовым, с которым позднее перебрался в «Шахдаг». В 2003 году выступал за ивановский «Текстильщик». С 2003 по 2005 год играл за «Шахдаг-Самур». С 2008 по 2009 годы был играющим тренером любительского клуба «Леки» из Магарамкента. Летом 2016 года вернулся в свой родной клуб «Шахдаг» из Курсар. Возвращение Нурахмедова в большой футбол состоялось спустя 11 лет 14 сентября 2016 года, когда «Шахдаг» в рамках 2-го тура принимал «Шамкир» (1:0). 49-летний футболист появился на поле на 80-й минуте. И уже через 5 минут именно он заработал фол, после которого хозяева забили единственный гол, одержав свою дебютную победу в первом дивизионе. За 10 минут, что Кямран провёл на поле, рядом с ним играли и оба сына.

## Личная жизнь
Сын: Камиль — профессиональный футболист, выступал в азербайджанской Премьер-Лиге. С 2008 по 2009 год играл вместе с отцом за «Леки». Ныне выступает за футбольный клуб «Шахдаг»
Сын: Хабиль — также профессиональный футболист, выступает за футбольный клуб «Шахдаг» больше известен по выступлению за «Нефтчалу» и «Баку» в первом дивизионе.